# Hawker Duiker
L'Hawker Duiker fu un aereo da ricognizione monomotore, monoposto e monoplano ad ala alta, sviluppato dall'azienda aeronautica britannica H.G. Hawker Engineering Co. Ltd negli anni venti che non superò mai la fase di prototipo.
A causa di problemi di stabilità giudicati irrisolvibili, il suo sviluppo venne sospeso e non venne mai avviato alla produzione in serie.

## Storia del progetto
Il Duiker fu un aereo dall'evoluzione piuttosto singolare per i suoi tempi. Progettato dal capitano Thomson nel 1922, ereditò molti dei suoi componenti da un altro velivolo realizzato da una diversa azienda aeronautica, la Vickers, la quale condivideva le strutture dell'aeroporto di Brooklands con l'Hawker. Fu realizzato con una sola ala alta a parasole, in un periodo in cui i progettisti ricorrevano quasi esclusivamente alla configurazione alare biplana.
Il Duiker fu progettato per soddisfare la specifica 7/22 emanata dall'Air Ministry che richiedeva la realizzazione di ricognitore per supportare l'esercito. Il velivolo fu realizzato interamente in legno e le ali ebbero una leggera inclinazione verso la coda che generò molti problemi di stabilità di volo fino a causare il distacco delle stesse dalla fusoliera. La coda fu realizzata secondo il disegno classico della Hawker, con i caratteristici timoni piccoli. Inizialmente come propulsore si scelse un Armstrong Siddeley Jaguar, ma venne poi sostituto con un Bristol Jupiter IV.
Il primo volo avvenne nel luglio 1923, tuttavia nelle successive prove comparative le autorità militari non ritennero soddisfacenti le sue prestazioni, esito peraltro con cui si conclusero anche quelle dei concorrenti Armstrong Whitworth Wolf, Bristol Type 84 Bloodhound e de Havilland DH.42 Dormouse, non emettendo alcun nuovo ordine di fornitura, con la conseguente decisione da parte dell'azienda di abbandonare ogni altro sviluppo del progetto.